# Computerunterstützte psychologische Diagnostik
Unter computerunterstützter psychologischer Diagnostik versteht man den Einsatz von Informationstechnologie als Hilfsmittel, um psychologische Tests und andere psychodiagnostische Methoden der Informationsgewinnung durchzuführen, auszuwerten oder zu interpretieren sowie automatisiert Befunde zu erstellen sowie diagnostische Entscheidungen zu unterstützen. In der psychologischen Diagnostik konkurriert dies mit der „Papier-und-Bleistift-Diagnostik“, wo die Verfahren papiergestützt durchgeführt werden.

## Begriffsbestimmung
„Computerunterstützt“ betont, dass es sich um ein Hilfsmittel für die psychologische Diagnostik handelt, die nach dem Konzept des psychodiagnostischen Prozesses abläuft. Die Verantwortung für die Diagnosefindung bzw. diagnostische Entscheidung trägt der (menschliche) Diagnostiker, der alle Ergebnisse hinterfragt und ggf. durch weitere Untersuchungsmethoden ergänzt (vgl. für die Eignungsdiagnostik die Rollendefinitionen der DIN 33430).
- Synonyme sind internetgestützte Psychodiagnostik, computerbasierte Psychodiagnostik, computerassistierte Psychodiagnostik. Computerdiagnostik ist auch gebräuchlich, aber mehrdeutig im Sinne von „Diagnostik von Computern“.
- Statt Psychodiagnostik kann auch jeweils psychologische Diagnostik gesetzt werden.
- Da sich auch die genutzte Technik nicht mehr nur auf Computer im klassischen Sinne begrenzt, wird zunehmend auch von IT-basiert, IT-gestützt (IT steht für Informationstechnologie) gesprochen.

Eine „vollautomatisierte“ Testanwendung wie z. B. bei Online Self Assessments ist darüber hinaus auch möglich.
Die Abkürzung CBT für Computer based testing bzw. im deutschen Sprachraum Computerbasiertes Testen wird dafür verwendet
Die englischsprachige Abkürzung CAT für Computer assisted testing wird auch im deutschen Sprachraum verwendet, ist aber auch für Computerized adaptive testing (Computergestütztes adaptives Testen) als eine Unterform gebräuchlich.

## Einfluss auf den diagnostischen Prozess
Die Verschränkung herkömmlicher und IT-basierter Elemente kann sehr vielfältig sein. Es können verschiedene Teile des diagnostischen Prozesses durch den Einsatz von Computern unterstützt werden:
- die fragestellungsspezifische Auswahl von geeigneten Tests durch Nutzung von Informations- und Recherchetools und die Vorbereitung, bzw. Administration[3] (Personen- und Ergebnisverwaltung, Zusammenstellen von Testbatterien, Erzeugen von Anmeldeinformationen für die Getesteten).
- die Durchführung als Darbietung und Bearbeitung psychologischer Testverfahren
- die Auswertung und Interpretation sowie automatische Befunderstellung (sogenannte Reports, die Verfahren und Ergebnis ausführlich für den Diagnostizierten erklären, meist unter Nutzung ergebnisabhängiger Textbausteine).
- die Unterstützung der Diagnosefindung und Entscheidungsfundierung (Expertensysteme bzw. wissensbasierte Systeme).

Für die Nutzung von Informationstechnologie bei der Durchführung von Tests sind verschiedene Methoden möglich.
- Herkömmliche Durchführung als Papier-Bleistift-Test, dabei Nutzung maschinenlesbarer Formulare, die automatisch ausgewertet werden. Eine Variante davon sind Auswerteservices, wo der ausgefüllte Test der Auswertestelle per Fax übermittelt wird, das Ergebnis kommt per E-Mail zurück.
- Programmgestützte Methoden, welche die vorherige Installation eines Programms erfordern, um Tests auf einem lokalen Rechner durchzuführen.
- Web-Testing oder Internet-Testing (auch Online-Testing), die eine serverbasierte Durchführung direkt im Internet ermöglichen. Damit ist auch eine räumliche Trennung zwischen Diagnostiker und diagnostizierter Person möglich, Vorbereitung, Durchführung und Ergebnisinterpretation können zeitlich getrennt liegen.
  - Eine Variante ist die Verwendung sogenannter Player, die vom Internet auf den lokalen Rechner des Diagnostizierten geladen werden und dort die Testdurchführung steuern. Während der Sitzung ist damit kein permanenter Internetkontakt notwendig, die Bandbreite wird bei Gruppentestungen nicht überlastet und auch zeitgenaue Tests sind auf diese Weise durchführbar.
  - Ambulantes Assessment ist eine Variante der Datenerhebung unmittelbar in einer einzuschätzenden Situation, früher mittels Palmtop und lokalem Programm, heute auch mit Smartphones und Tablet-Computern unter Nutzung des Internets.

Die Einführung des Internets hat zu einer großen Methodenvielfalt geführt, die zum Teil noch theoretisch aufgearbeitet werden muss. Kennzeichnend ist, dass die Administration durch die Fachperson (Veranlassung der Testung, Auswertung) und die eigentliche Testdurchführung lokal getrennt sind, sich die Fachperson nicht mehr am gleichen Ort wie die getestete Person befinden muss. Eine weitere Spielart sind Online-Assessments, wo die Getesteten die Ergebnisse oft unmittelbar nach der Testdurchführung erhalten und meist keine Fachperson zum Interpretieren und Erklären notwendig ist (insbesondere bei Online Self Assessments, die zur Studienberatung eingesetzt werden). Auch hier trägt die Fachperson weiterhin die Verantwortung, dass die Ergebnisse verständlich sind und keine Schäden durch etwaige Verunsicherungen oder Fehldeutung auftreten können.

## Durchführungsformen
Unter Bezug auf Dave Bartram werden heute vier Modi der computergestützten Diagnostik unterschieden. Alle vier Modi gelten für das Internet-Testen, beim Testen unter Aufsicht können auch lokal fest installierte Programme verwendet werden.
- Offener Modus (Open mode): Testen ohne Aufsicht (unproctored), Getestete bleiben anonym und können nicht identifiziert werden. Es besteht keine Registrierungsmöglichkeit für Benutzer, Logins müssen vermieden werden oder nachweislich für alle Personen gleich sein. Ergebnisse werden sofort nach der Testung über das Internetportal zum Download angeboten. Beispiel: Online-Self-Assessments für die Studienwahl, wo man bei Persönlichkeitsmerkmalen eigene Fehler und Schwächen nur zugibt, wenn man bezüglich der Anonymität der Testung sicher ist, dass das Ergebnis nicht für die Zulassung verwendet wird.
- Kontrollierter Modus (Controlled mode): Testen ebenfalls ohne Aufsicht (unproctored). Es ist aber eine Zugangsberechtigung erforderlich (Login mit Benutzername und Kennwort oder personalisierter Link zum Starten der Testung). Auch wenn die Angabe einer E-Mail-Adresse für die Ergebnisübersendung anzugeben ist, trifft dieser Fall zu. Beispiel: alle kommerziell angebotenen Tests, wo eine individualisierte Bezahlung einen individuellen Zugang schafft oder eine Benutzerverwaltung für die Getesteten verwendet wird.
- Überwachter Modus (Supervised mode): Testen unter Aufsicht (proctored). Die Identität des Getesteten wird kontrolliert, während des Testens ist eine Aufsichtsperson zumindest verfügbar (die etwa bei technischen Problemen hilft). Die notwendige Technik wird dem Getesteten zur Verfügung gestellt. Login erfolgt durch die Fachperson, welche die Testung startet und die ordnungsgemäße Beendigung kontrolliert. In der Regel werden die Ergebnisse dann durch die Fachperson auch erläutert. Beispiel: wenn in einer psychologischen Praxis Tests durchgeführt werden in einem separaten Raum/an einem separaten PC.
- Gesteuerter Modus (Managed mode): Ebenfalls Testen unter Aufsicht (proctored). Genaue Kontrolle der Identität der Personen und Beaufsichtigung der Testdurchführung (etwa hinsichtlich der Vermeidung der Benutzung unerlaubter Hilfsmittel, der Nutzung von Aufzeichnungstechnik – um den Test „auszuspähen“ – oder unerlaubter Absprachen bei Gruppentestungen). Beispiel: wenn Zulassungs- oder Eignungstests für die Zukunft der Person entscheidungsrelevant sind und diese Tests z. B. in speziell zertifizierten Testzentren durchgeführt werden.[6]

## Technische Modi
Bei der Testung können vier Modi unterschieden werden, die vor allem unterschiedlich hinsichtlich des Datenschutzes und auch des Komforts zu bewerten sind:. In entsprechenden Einverständniserklärungen sind die Getesteten auf diese Modi und mögliche Risiken hinzuweisen. Zu unterscheiden sind die Vorbereitung und Auswahl der durchzuführenden Tests (Diagnostiker), die eigentliche Testdurchführung, die Auswertung und die Datenspeicherung/Archivierung.
- Lokales Testen:   Vorbereitung, Testen, Auswerten auf einem lokalen PC bzw. Gerät, Datenschutz am strengsten realisierbar, da keine Personendaten oder Ergebnisse das Gerät verlassen. Sie werden auch dort archiviert. Dieser klassische Modus entspricht der früher notwendigen festen Installation eines Programmes auf einem lokalen Gerät.
- Portables Testen:  Vorbereitung und Auswertung auf dem Gerät des Diagnostikers, Testung auf anderem Gerät zu einem anderen beliebigen Zeitpunkt möglich (z. B. beim Diagnostizierten), das komplette Testprogramm wird z. B. auf einem USB-Stick bereitgestellt, wo auch die Ergebnisse gespeichert und dann am PC des Diagnostikers wieder eingelesen werden. Der Datenschutz ist ebenfalls gut realisierbar, insbesondere wenn die Daten auch auf dem USB-Stick verschlüsselt sind und auf einem Gerät archiviert werden.
- Intranet-Testen: Vorbereitung, Testung und Auswertung auf verschiedenen PC möglich, der verbindende Server steht in der entsprechenden Einrichtung im Intranet und Daten gelangen nicht nach außen. Datenschutz: soweit möglich, wie das Intranet vor Zugriffen von außen gesichert ist. Dies wird zumeist praktisch vorausgesetzt und die Erfassung sensibler Personendaten sowie die Archivierung erfolgt in Patienten- bzw. Klientenverwaltungen entsprechender Einrichtungen.
- Internet-Testen:  Nutzung eines zentralen Servers beim Testanbieter, Vorbereitung, Testung und Auswertung ist an verschiedenen Geräten möglich, die über das Internet verbunden sind. Diagnostiker und Diagnostizierter können sich an verschiedenen Orten befinden (sog. zeitlich und örtlich entkoppelter Diagnoseprozess). Die meisten Anbieter garantieren entsprechende Datenschutzbedingungen und Verschlüsselungen. Dennoch verlassen sensible Personendaten die Einrichtung und es besteht hier die Möglichkeit, die Kommunikation nach außen mit entsprechenden Personencodes anonymisiert zu gestalten und das Testergebnis dann in der Einrichtung erst wieder mit der Person zu verknüpfen. Die Archivierung kann beim Testanbieter oder lokal (Download und Löschen auf dem Internetserver) erfolgen. Nachteile können die Fehleranfälligkeit der richtigen Zuordnung sowie die Unmöglichkeit personalisierter Befunde (bei den heute üblichen längeren Auswertereports) sein. Alter, Geschlecht und ggf. andere Daten wie Beruf oder Bildungsgrad müssen dann an den Internetserver übergeben werden, wenn sie für die Auswahl der richtigen Norm nötig sind. Für Online-Assessments ist dies die Standardkonfiguration.

## Vor- und Nachteile
Vor- und Nachteile werden häufig gegenüber der Papier-und-Bleistift-Diagnostik diskutiert.
Als Vorteile der computerunterstützten psychologischen Diagnostik sind beispielsweise anzuführen:
- Zeitökonomie, viele Testpersonen können in kürzerer Zeit erreicht werden
- eine rasche und weniger fehleranfällige Auswertung und Ausgabe der Testergebnisse
- Interpretationshilfen durch Expertensysteme, automatische Klassifikation und andere Methoden
- mehr Objektivität in der Testdurchführung
- die Vorgabemöglichkeit adaptiver Testverfahren (antwortabhängige Verlaufsgestaltung)
- ein Einsatz von multimedialen Komponenten wird ermöglicht
- durch die Vernetzung mehrerer Testplätze (lokal oder über das Internet) unter einer zentralen Auswertung wird die Diagnostik auch bei lokaler Trennung von Diagnostizierten und Diagnostikern ermöglicht
- verhaltensbasierte Bewertung durch die Nutzung von Logdateien, auch in Verbindung mit Data-Mining

Nachteile können sein:
- Verringerung der menschlichen Kommunikation, der direkten Interaktion und Verhaltensbeobachtung – besonders bei der klinischen Anwendung als Verkürzung der Anamnese
- Fehler durch unkritische Übernahme intransparenter automatisierter Befunde, besonders wenn Nicht-Fachleute die Tests entwickeln und auswerten (vgl. Ausbildungsstandards der DIN 33430)
- Einfluss der Kompetenz im Umgang mit Computern seitens der Testteilnehmer, was zum Teil altersabhängig ist (vgl. ICT literacy)
- Abhängigkeit bezüglich der Soft- und Hardware (z. B. Kompatibilität der Endgeräte)
- größere Hürden bei der Testentwicklung und Auswertung (z. B. Programmierung, Finanzierung)

## Testsysteme
Neben zahlreichen Einzelprogrammen existieren Testsysteme, die Probandenverwaltung, Testen, Auswerten und andere Hilfsprogramme für die psychologische Diagnostik unter einer einheitlichen Oberfläche zusammenfassen. Beispiele im deutschen Sprachraum sind das Hogrefe Testsystem, das Wiener Testsystem oder das CAT-Testsystem.
Es existieren einige weitere Testsysteme, deren Durchsetzungsproblem am Markt vor allem darin besteht, dass auch geeignete und nachgefragte Tests im System mit ausreichender Bandbreite angeboten werden müssen und wo die Autoren sich eher an den größeren Testsystemen orientieren. Traditionell ist eine Testentwicklung sehr aufwändig, und Testsysteme sind nur dann langfristig erfolgreich, wenn ausreichend Ressourcen für die Testentwicklung zur Verfügung stehen.
Die traditionellen Testsysteme orientieren sich mehr an der Testanwendung (Testdurchführung, Auswertung) und überlassen den Diagnostikern die Interpretation und Entscheidungsfindung. Daneben haben sich sogenannte prozessorientierte Systeme entwickelt, die auch die Entscheidungsfindung stärker unterstützen (z. B. Diagnostik in Bewerbungsportalen) und vorgefertigte Auswertungsmöglichkeiten bieten. Ein Unterschied besteht auch darin, ob das Testsystem universell (für alle Fragestellungen) ausgelegt ist oder eine Spezialisierung auf bestimmte Fragestellungen erfolgt. Solche Systeme können stärker am Diagnoseprozess dieser Fragestellung orientiert sein und Verfahrensauswahl oder verfahrensübergreifende Auswertung, etwa orientiert an einer Anforderungsanalyse, liefern.
Im Rahmen der empirischen Bildungswissenschaften beziehungsweise der internationalen Bildungsvergleichsstudien kommen verschiedene Testsysteme zum Einsatz, die insbesondere darauf ausgelegt sind, sehr viele Studienteilnehmer gleichzeitig testen zu können. Für die Forschung existieren auch Testsysteme für bestimmte Aufgabenstellungen (z. B. komplexe Probleme), welche die Erstellung computerisierter Aufgaben sowie die Testdurchführung vereinen und vereinfachen sollen.